# Kinzja Arslanov
Kinzja Arslanov, in russo Кинзя Арсланов?, noto anche come Kinja Abyz (Кинзя-абыз, Kinja il Mullā) (1723 – 1774?), è stato un rivoluzionario russo.

## Biografia

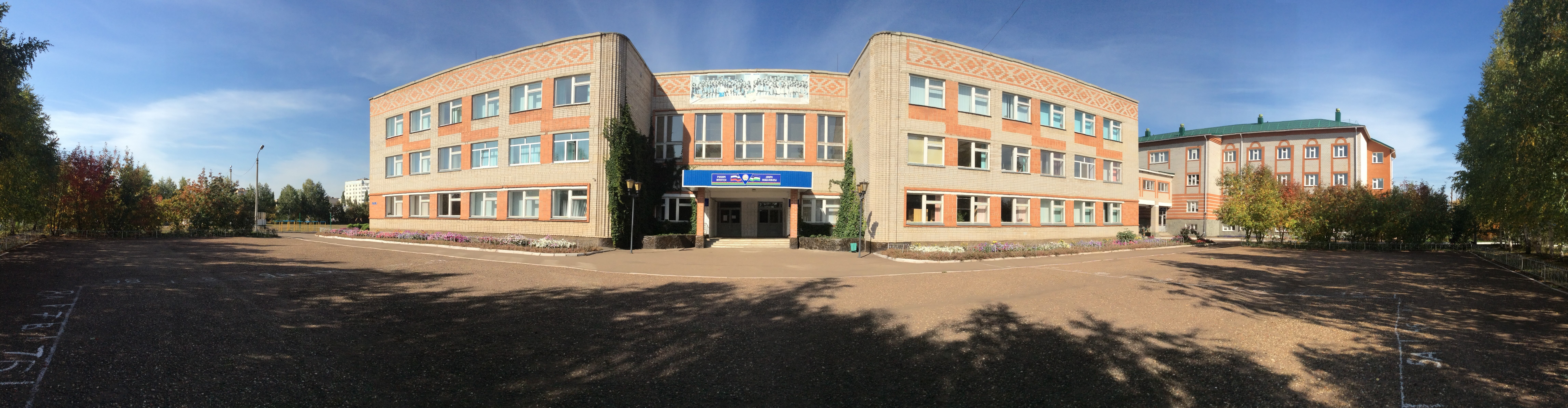
Nono ginnasio baschiro a Meleuz, intitolato a Kinzja Arslanov

Di nobili origini, in quanto discendente del principe Arslan Bin-Ali, Arslanov fu un capo e mullā del Baškortostan, che divenne il primo comandante baschiro ad unirsi ai ribelli di Emel'jan Ivanovič Pugačëv il 5 ottobre 1773, con un contingente militare di circa 3000 uomini, e di cui divenne un importante alleato e stretto collaboratore, il suo assistente e consigliere nei rapporti con i popoli non russi e un membro del suo Consiglio Privato.
Era colto, sapeva leggere e scrivere in lingua baškira, conosceva il russo e promulgò vari editti quale comandante delle truppe baschire, di cui venne nominato atamano, che finirono per costituire la metà delle forze ribelli. Era quasi sicuramente a conoscenza dell'impostura di Pugačëv, che proclamava di essere il defunto zar Pietro III, ma fu spinto a unirsi all'insurrezione di Pugačëv per ricerca di gloria, sia personale che per il suo popolo, e per reazione contro la sempre maggior forza dell'amministrazione di Caterina II nell'imporre la propria egemonia culturale, amministrativa ed economica nella regione.
Non sono note le circostanze della sua morte, avvenuta con ogni probabilità nel settembre 1774, con la repressione dell'insurrezione ad opera dell'esercito zarista, anche se leggende locali narrano di una sua fuga sulle montagne dopo la cattura di Pugačëv.
Considerato un eroe nazionale, è stato istituito nel 1992, ma aperto al pubblico solo nel 2001, un museo a lui intitolato nel villaggio omonimo di Kinja-Abyz (già Kinzebizovo secondo), da lui fondato nel 1770, la Grande enciclopedia sovietica gli ha dedicato una voce e nella città di Meleuz, capoluogo del rajon Meleuzovskij, gli è stato intitolato il locale istituto di istruzione superiore. Sulla sua figura sono state scritte biografie sia in lingua baschira che in lingua russa.
Nel film storico Salavat Julaev di Jakov Aleksandrovič Protazanov (1941) è interpretato da Sakhi Saitov. Nel 2007 è stato girato un docu-drama biografico intitolato "Кинзя Абыз", per la regia di Anvar Nurmuchametov, finanziato dal Baškortostan.